# Габер, Николай Александрович
Николай Александрович Габер (укр. Микола Олександрович Габер; род. 29 октября 1960, Марцияново, Одесская область) — украинский политический и общественный деятель болгарского происхождения, председатель Патриотической партии Украины, народный депутат Украины III созыва. Кандидат в Президенты Украины на выборах-1999. биолог, химик, эколог, кандидат биологических наук, член — корреспондент Технологической академии наук Украины, государственный служащий первого ранга первой категории. Основатель политической идеологии Гражданского патриотизма на Украине. Президент Собора болгар Украины. Образование высшее.

## Биография
Родился 29 октября 1960 в Одесской области УССР в семье украинцев болгарского происхождения.

### Образование и научная карьера
В 1977—1980 с 17 лет Николай Габер начал работать рабочим на машиностроительном заводе в Одессе. Параллельно он учился в Одесском государственном университете (Биологический факультет) на биолога и химика. В 1980 Николай Габер работал лесником в Хопёрском заповеднике в Воронежской области.
1980—1982 гг. — служба в Вооружённых силах.
После двух лет в армии, он работал учителем химии и биологии(1982 −1987 гг.) в Велико — Зиминовской школе в Одесской области и продолжал учиться в университете.
В 1988 после аварии на Чернобыльской АЭС приглашен на работу в Киеве в Институт зоологии Академии наук Украины в отдела мониторинга и защиты животного мира.
1987—1998 гг. — научный сотрудник Национальной Академии Наук Украины. 11 лет занимался изучением влияния радиации на живые организмы в 30-километровой зоне Чернобыльской АЭС.
Имеет более 60 научных работ.
Участник ликвидации последствий аварии на Чернобыльской АЭС;

### Политика
В начале 1990-х Николай Габер начал заниматься политикой и создал Патриотическое движение и политическую идеологию — Гражданского патриотизма.
В 1994 он вступил в Конституционно-демократическую партию Украины (КДП). Входит в руководство КДП.
1996—1998 гг. — Генеральный директор корпорации «Экспресс — Курьер корпорейшен»; Главный редактор газет: «Оболонь», «Экспресс — Курьер», «Дачный курьер», «Политическая кухня», ряд других.
В 1996 создав газетный концерн и работающий уже редактором Николай Габер, в преддверии парламентских выборов 1998, был включён в избирательный список ПСПУ под номером 10, уже как беспартийный кандидат. Таким образом в марте 1998 Николай Габер был избран народным депутатом Украины Верховной рады Украины.
В июне 1998 году Габер Н. А. создал свою Патриотическую партию Украины. Которая была официально зарегистрирована 31 декабря 1998 года. Габер Н. А.на Учредительном съезде был избран её главой. Будучи избран на пост главы партии ещё дважды, он руководит ею до сих пор.
В 1998—2002 гг. Габер Н. А. — Народный депутат Украины, Глава подкомитета Верховной Ради Украины по вопросам охраны здоровья, материнства, детства и демографической политики Украины;
Член Специальной депутатской комиссии Верховной Рады Украины по вопросам контроля за распределением и использованием электрической энергии на Украине;
Член Комитета Верховной Ради Украины по вопросам топливо-энергетического комплекса Украины(1998—1999);
Член подкомитета Верховной Ради Украины по вопросам ядерной энергетики и безопасности;
Председатель Комиссии по вопросам средств массовой информации и издательского дела при профсоюзе Народных депутатов Украины;
— В июне 1998 г. Габер Н. А. — кандидат на пост Главы Верховной Рады Украины (3 тур.);
В 1998—2002 годах Габер Н. А. — Член постоянной делегации Украины в Парламентской Ассамблеи Совета Европы;
— Член Экономического Комитета ПАСЕ;
— Член подкомитета туризма Экономического Комитета Совета Европы;
— Член подкомитета по вопросам экологии и сельского хозяйства ПАСЕ;
— Член подкомитета ПАСЕ по вопросам представительской демократии;
— Член подкомитета ПАСЕ по вопросам рыболовства и разведения рыб;
— Эксперт по транспортным коридорам, транснациональных дорогах и пассажирских перевозок в Европе;
— Эксперт по экологическим катастрофам и природным катаклизмам;
— Был избран ПАСЕ на должность Заместителя председателя главы Подкомитета по правам беженцев Комитета Совета Европы по вопросам миграций, беженцев и демографии в Европе;
— Официальный докладчик Парламентской Ассамблеи Совета Европы по вопросу: «Состояние экологии в России»;
— Официальный докладчик Парламентской Ассамблеи Совета Европы по вопросам условий приема и пребывания особ которые ищут приют в Европейских морских портах;
— Секретарь Межпарламентской группы «Украина — Австралия»;
— Член Межпарламентской группы «Украина — США»;
— Член Межпарламентской группы «Украина — Китай»;
— Руководитель общественной политико-экономической делегации в Гавану, Куба. 1999 г.;
— Член научной конференции ПАСЕ по вопросам туризма. Іспанія. Севилья. 2001 г.;
— Участник та Почетный гость на Всемирном форуме"Рожен-2000"в Болгарии.2000 г.
— Участник Всемирного Форума Парламентариев в Ватикан. 4 — 9.Х.2000 г.;
— Руководитель официальной региональной делегации в Китай (провинции Винджьоу, Суньджоу, Шанхай, Пекин) 2001 г.;
— Участник в Международной конференции ПАСЕ по защите беженцев в Азербайджане г. Баку.2001 г.;
Имеет широкие связи и личные знакомства в европейской и международной политической элите.
На Президентских выборах 1999 года Н.А Габер был выдвинут Патриотической партией Украины кандидатом в Президенты Украины. Его выдвижение поддержали ещё две партии: Политическая Партия Среднего и малого бизнеса Украины и Партия реабилитации Украины. Габер Н. А. с командой собрал 1 миллион 200 тысяч подписей в свою поддержку и был зарегистрирован, как самый молодой кандидат в Президенты Украины на этих выборах.31 октября 1999 Николай Габер участвовал в первом туре президентских выборов.
Зимой 2000 / 2001 Николай Габер принимал активное участие в акции «Украина без Кучмы».
На парламентских выборах 31 марта 2002 Николай Габер выступал под номером 1 избирательного списка Блока «Против всех» 14 июля того же года он баллотировался на пост депутата Верховной Рады от одномандатного избирательного округа № 201, где проходили перевыборы, но избран не был.
На парламентских выборах 26 марта 2006 Николай Габер возглавлял избирательный список Блока «Патриоты Украины», который в парламент не прошёл.
С 2002 года по нынешнее время находится в резерве Государственной Службы Украины. Занимается политической, партийной и общественной деятельностью.
В настоящее время Николай Габер является:
- Главой Патриотической партии Украины
- Координатором Межпартийной ассамблеи Украины
- Руководителем Объединения патриотических сил Украины
- со координатором Большого совета Конгресса гражданского общества Украины
- Президент Собора болгар Украины
- вице-президентом Всеукраинского общества собственников недвижимости
- вице-президентом Всеукраинского общества собственников жилья

## Семья
Женат. Имеет 4 детей и 3 внуков.